# Liste des monuments historiques de l'arrondissement de Saint-Lô
Cet article recense les monuments historiques situés dans l'arrondissement de Saint-Lô, dans le département de la Manche.
| Monument | Commune                  | Adresse | Coordonnées                        | Notice                        | Protection | Date              | Illustration |
| --- | ------------------------ | ------- | ---------------------------------- | ----------------------------- | ---------- | ----------------- | --- |
| Ferme du château de Sainte-Marie | Agneaux                  |         | 49° 07′ 13″ nord, 1° 07′ 13″ ouest | « PA00110316 »                | Inscrit    | 2 avril 1946      | Ferme du château de Sainte-Marie |
| Château de Sainte-Marie | Agneaux                  |         | 49° 07′ 13″ nord, 1° 07′ 13″ ouest | « PA00110316 »                | Inscrit    | 3 mai 1974        | Château de Sainte-Marie |
| Manoir du Mesnil-Vitey | Airel                    |         | 49° 13′ 10″ nord, 1° 04′ 54″ ouest | « PA00110318 »                | Inscrit    | 22 novembre 1949  | Manoir du Mesnil-Vitey |
| Château | Auvers                   |         | 49° 18′ 00″ nord, 1° 19′ 20″ ouest | « PA00110322 »                | Inscrit    | 2 novembre 1972   | Château |
| Église Saint-Étienne | Auvers                   |         | 49° 17′ 59″ nord, 1° 19′ 15″ ouest | « PA00110323 »                | Classé     | 21 mars 1994      | Église Saint-Étienne |
| Église Saint-Ébremond | La Barre-de-Semilly      |         | 49° 06′ 44″ nord, 1° 02′ 05″ ouest | « PA00110332 »                | Inscrit    | 2 août 1946       | Église Saint-Ébremond |
| Château de Saint-Quentin-d'Elle (façades, toitures, escalier)                                                                         | Bérigny                  |         | 49° 09′ 17″ nord, 0° 56′ 50″ ouest | « PA00110335 »                | Inscrit    | 4 mars 1975       | Château de Saint-Quentin-d'Elle (façades, toitures, escalier)                                                                         |
| Château de Saint-Quentin-d'Elle (façades et toitures du vieux manoir et des remises, chapelle, sol de l'ancien cimetière)             | Bérigny                  |         | 49° 09′ 17″ nord, 0° 56′ 50″ ouest | « PA00110335 »                | Inscrit    | 18 mars 1993      | Château de Saint-Quentin-d'Elle (façades et toitures du vieux manoir et des remises, chapelle, sol de l'ancien cimetière)             |
| Chapelle Heuzebrocq | Beuvrigny                |         | 48° 58′ 03″ nord, 0° 59′ 32″ ouest | « PA00110336 »                | Inscrit    | 28 août 2003      | Chapelle Heuzebrocq |
| Chapelle Heuzebrocq (les trois fermes de la charpente de la nef et les sablières des sept travées)                                    | Beuvrigny                |         | 48° 58′ 03″ nord, 0° 59′ 32″ ouest | « PA00110336 »                | Classé     | 27 février 1959   | Chapelle Heuzebrocq (les trois fermes de la charpente de la nef et les sablières des sept travées)                                    |
| Église | Brévands                 |         | 49° 19′ 53″ nord, 1° 11′ 26″ ouest | « PA00110342 »                | Inscrit    | 13 juin 2002      | Église |
| Église (crypte) | Brévands                 |         | 49° 19′ 53″ nord, 1° 11′ 26″ ouest | « PA00110342 »                | Classé     | 9 septembre 2002  | Église (crypte) |
| Château de Canisy | Canisy                   |         | 49° 04′ 45″ nord, 1° 10′ 15″ ouest | « PA00110350 »                | Classé     | 8 septembre 1945  | Château de Canisy |
| Château de Canisy : parc et dépendances                                                                                               | Canisy                   |         | 49° 04′ 45″ nord, 1° 10′ 15″ ouest | « PA00110350 »                | Inscrit    | 16 avril 1999     | Château de Canisy : parc et dépendances                                                                                               |
| Château de Canisy : parc, dépendances, potager, ferme de Saint Gilles et ferme de la Mesnagerie, moulins de Canisy et de Saint-Gilles | Canisy, Saint-Gilles     |         | 49° 05′ 14″ nord, 1° 10′ 11″ ouest | « PA00110350 » « PA50000010 » | Inscrit    | 9 juin 2005       | Château de Canisy : parc, dépendances, potager, ferme de Saint Gilles et ferme de la Mesnagerie, moulins de Canisy et de Saint-Gilles |
| Château | Carantilly               |         | 49° 03′ 58″ nord, 1° 14′ 34″ ouest | « PA00110351 »                | Classé     | 4 septembre 1978  | Château |
| Ferme et basse-cour du château | Carantilly               |         | 49° 03′ 58″ nord, 1° 14′ 34″ ouest | « PA00110351 »                | Inscrit    | 11 septembre 1986 | Ferme et basse-cour du château |
| Presbytère | Carantilly               |         | 49° 03′ 49″ nord, 1° 14′ 27″ ouest | « PA50000066 »                | Inscrit    | 15 juillet 2009   | Presbytère |
| Église Notre-Dame | Carentan                 |         | 49° 18′ 20″ nord, 1° 14′ 36″ ouest | « PA00110352 »                | Classé     | 1862              | Église Notre-Dame |
| Arcades de la place de la République                                                                                                  | Carentan                 |         | 49° 18′ 17″ nord, 1° 14′ 37″ ouest | « PA00110355 »                | Inscrit    | 5 novembre 1927   | Arcades de la place de la République                                                                                                  |
| Hôtel de Ponthergé (double porte Renaissance)                                                                                         | Carentan                 |         | 49° 18′ 18″ nord, 1° 14′ 53″ ouest | « PA00110356 »                | Inscrit    | 5 novembre 1927   | Hôtel de Ponthergé (double porte Renaissance)                                                                                         |
| Maison du XVIIIe s., 47 rue Holgate (façades et toitures, et 31 trumeaux peints en intérieur)                                         | Carentan                 |         | 49° 18′ 07″ nord, 1° 14′ 55″ ouest | « PA00110354 »                | Inscrit    | 28 décembre 1978  | Maison du XVIIIe s., 47 rue Holgate (façades et toitures, et 31 trumeaux peints en intérieur)                                         |
| Ancienne loge maçonnique | Carentan                 |         | 49° 18′ 21″ nord, 1° 14′ 30″ ouest | « PA00110353 »                | Inscrit    | 30 décembre 1983  | Ancienne loge maçonnique |
| Hôtel Hervieu-de-Pontlouis | Carentan                 |         | 49° 18′ 19″ nord, 1° 14′ 37″ ouest | « PA00110655 »                | Inscrit    | 2 août 1990       | Hôtel Hervieu-de-Pontlouis |
| Château de la Mare | Cavigny                  |         | 49° 11′ 36″ nord, 1° 08′ 24″ ouest | « PA00110358 »                | Inscrit    | 14 mars 1944      | Château de la Mare |
| Fours à chaux de Bahais | Cavigny                  |         | 49° 11′ 04″ nord, 1° 06′ 39″ ouest | « PA00110660 »                | Inscrit    | 23 avril 1992     | Fours à chaux de Bahais |
| Église paroissiale Saint-Vigor, ancienne abbatiale                                                                                    | Cerisy-la-Forêt          |         | 49° 11′ 50″ nord, 0° 55′ 57″ ouest | « PA00110359 »                | Classé     | 1840              | Église paroissiale Saint-Vigor, ancienne abbatiale                                                                                    |
| Abbaye | Cerisy-la-Forêt          |         | 49° 11′ 50″ nord, 0° 55′ 57″ ouest | « PA00110359 »                | Classé     | 17 octobre 1938   | Abbaye |
| Temples protestants et cimetière | Le Chefresne             |         | 48° 54′ 42″ nord, 1° 08′ 35″ ouest | « PA50000047 »                | Inscrit    | 18 août 2006      | Temples protestants et cimetière |
| Manoir de Saint-Ortaire | Le Dézert                |         | 49° 11′ 38″ nord, 1° 10′ 22″ ouest | « PA50000027 »                | Inscrit    | 10 juin 2014      | Manoir de Saint-Ortaire |
| Château de l'Angotière | Domjean                  |         | 49° 00′ 00″ nord, 1° 03′ 25″ ouest | « PA00110391 »                | Classé     | 12 septembre 1969 | Château de l'Angotière |
| Nouvelle église Saint-Michel | Graignes-Mesnil-Angot    |         | 49° 14′ 16″ nord, 1° 12′ 04″ ouest | « PA50000032 »                | Inscrit    | 16 juin 2005      | Nouvelle église Saint-Michel |
| Le Châtel | Hébécrevon               |         | 49° 07′ 29″ nord, 1° 11′ 02″ ouest | « PA00110430 »                | Inscrit    | 1er avril 1946    | Le Châtel |
| Château de la Roque | Hébécrevon               |         | 49° 08′ 09″ nord, 1° 10′ 53″ ouest | « PA00110431 »                | Inscrit    | 1er avril 1946    | Château de la Roque |
| Église Saint-Martin | La Lande-d'Airou         |         | 48° 49′ 04″ nord, 1° 16′ 40″ ouest | « PA00110437 »                | Classé     | 30 décembre 1987  | Église Saint-Martin |
| Manoir d'Hubertant | Lozon                    |         | 49° 08′ 49″ nord, 1° 17′ 18″ ouest | « PA50000024 »                | Inscrit    | 26 mars 2002      | Manoir d'Hubertant |
| Église Saint-Jean-Baptiste | La Mancellière-sur-Vire  |         | 49° 04′ 09″ nord, 1° 04′ 17″ ouest | « PA50000033 »                | Inscrit    | 4 juillet 2005    | Église Saint-Jean-Baptiste |
| Butte du Castel | Marigny                  |         | 49° 05′ 50″ nord, 1° 14′ 38″ ouest | « PA00110446 »                | Inscrit    | 3 août 1984       | Butte du Castel |
| Fours à chaux de la Roque-Genêts | La Meauffe               |         | 49° 11′ 17″ nord, 1° 05′ 54″ ouest | « PA00110671 »                | Inscrit    | 6 juillet 1992    | Fours à chaux de la Roque-Genêts |
| Manoir de Donville | Méautis                  |         | 49° 17′ 47″ nord, 1° 16′ 57″ ouest | « PA50000074 »                | Inscrit    | 23 février 2011   | Manoir de Donville |
| Butte Saint-Clair | Le Mesnil-Vigot          |         | 49° 10′ 15″ nord, 1° 16′ 37″ ouest | « PA00110453 »                | Classé     | 2 septembre 1979  | Butte Saint-Clair |
| Ruines du château de Montfort | Remilly-sur-Lozon        |         | 49° 11′ 30″ nord, 1° 16′ 13″ ouest | « PA00110558 »                | Inscrit    | 29 décembre 1978  | Ruines du château de Montfort |
| Église Saint-Symphorien de Saint-Symphorien-les-Buttes                                                                                | Saint-Amand              |         | 49° 01′ 14″ nord, 0° 55′ 28″ ouest | « PA00125303 »                | Inscrit    | 6 septembre 1993  | Église Saint-Symphorien de Saint-Symphorien-les-Buttes                                                                                |
| Église Saint-Côme-et-Saint-Damien et cimetière                                                                                        | Saint-Côme-du-Mont       |         | 49° 20′ 09″ nord, 1° 16′ 22″ ouest | « PA00110564 »                | Classé     | 18 mai 1946       | Église Saint-Côme-et-Saint-Damien et cimetière                                                                                        |
| Manoir de Haubourg | Saint-Côme-du-Mont       |         | 49° 19′ 54″ nord, 1° 17′ 03″ ouest | « PA00110565 »                | Inscrit    | 27 mai 1986       | Manoir de Haubourg |
| Manoir de Rampan | Saint-Côme-du-Mont       |         | 49° 19′ 48″ nord, 1° 16′ 52″ ouest | « PA00135512 »                | Inscrit    | 2 octobre 1995    | Manoir de Rampan |
| Parc du château du Bel Esnault | Saint-Côme-du-Mont       |         | 49° 20′ 00″ nord, 1° 15′ 16″ ouest | « PA50000072 »                | Inscrit    | 19 mai 2010       | Parc du château du Bel Esnault |
| Église priorale et cimetière | Saint-Fromond            |         | 49° 12′ 55″ nord, 1° 05′ 59″ ouest | « PA50000030 »                | Inscrit    | 23 novembre 2004  | Église priorale et cimetière |
| Église Saint-Jean-Baptiste | Saint-Jean-des-Baisants  |         | 49° 05′ 37″ nord, 0° 58′ 24″ ouest | « PA50000038 »                | Inscrit    | 15 décembre 2005  | Église Saint-Jean-Baptiste |
| Hôpital mémorial France-États-Unis | Saint-Lô                 |         | 49° 06′ 19″ nord, 1° 06′ 27″ ouest | « PA50000056 »                | Classé     | 24 septembre 2008 | Hôpital mémorial France-États-Unis |
| Église Notre-Dame de Saint-Lô | Saint-Lô                 |         | 49° 06′ 55″ nord, 1° 05′ 39″ ouest | « PA00110582 »                | Classé     | 1840              | Église Notre-Dame de Saint-Lô |
| Ensemble préfectoral de la Manche | Saint-Lô                 |         | 49° 06′ 57″ nord, 1° 05′ 49″ ouest | « PA50000091 »                | Inscrit    | 6 décembre 2019   | Ensemble préfectoral de la Manche |
| Maison, 11 rue Thiers (détruite) | Saint-Lô                 |         | 49° 06′ 57″ nord, 1° 05′ 44″ ouest | « PA00110584 »                | Inscrit    | 3 octobre 1929    | Image manquante Téléverser |
| Remparts | Saint-Lô                 |         | 49° 06′ 55″ nord, 1° 05′ 52″ ouest | « PA00110587 »                | Inscrit    | 12 décembre 1945  | Remparts |
| Poterne, rue de la poterne | Saint-Lô                 |         | 49° 06′ 55″ nord, 1° 05′ 52″ ouest | « PA00110586 »                | Inscrit    | 22 octobre 1937   | Poterne, rue de la poterne |
| Manoir du Bosdel | Saint-Lô                 |         | 49° 06′ 31″ nord, 1° 06′ 42″ ouest | « PA00110585 »                | Inscrit    | 1er avril 1946    | Manoir du Bosdel |
| Château de la Vaucelle : pigeonnier, le mur à créneaux nord                                                                           | Saint-Lô                 |         | 49° 06′ 41″ nord, 1° 06′ 27″ ouest | « PA00110581 »                | Inscrit    | 11 juillet 1975   | Château de la Vaucelle : pigeonnier, le mur à créneaux nord                                                                           |
| Chapelle de la Madeleine | Saint-Lô                 |         | 49° 07′ 02″ nord, 1° 03′ 40″ ouest | « PA00110583 »                | Inscrit    | 3 septembre 1974  | Chapelle de la Madeleine |
| Haras national | Saint-Lô                 |         | 49° 07′ 00″ nord, 1° 04′ 37″ ouest | « PA00125304 »                | Inscrit    | 18 février 1993   | Haras national |
| Ensemble architectural de l'hôtel de ville, du beffroi et de la halle                                                                 | Saint-Lô                 |         | 49° 06′ 58″ nord, 1° 05′ 28″ ouest | « PA50000089 »                | Inscrit    | 13 août 2018      | Ensemble architectural de l'hôtel de ville, du beffroi et de la halle                                                                 |
| Ensemble architectural du théâtre et de la salle des fêtes                                                                            | Saint-Lô                 |         | 49° 06′ 50″ nord, 1° 05′ 28″ ouest | « PA50000090 »                | Inscrit    | 13 août 2018      | Ensemble architectural du théâtre et de la salle des fêtes                                                                            |
| Église Saint-Martin | Saint-Martin-de-Bonfossé |         | 49° 03′ 12″ nord, 1° 10′ 10″ ouest | « PA00132899 »                | Inscrit    | 21 décembre 1994  | Église Saint-Martin |
| Ferme de Bonfossé | Saint-Martin-de-Bonfossé |         | 49° 02′ 48″ nord, 1° 11′ 06″ ouest | « PA50000025 »                | Inscrit    | 25 février 2003   | Ferme de Bonfossé |
| Église Saint-Pierre | Saint-Pierre-de-Semilly  |         | 49° 07′ 15″ nord, 1° 00′ 18″ ouest | « PA00110597 »                | Inscrit    | 9 juillet 1927    | Église Saint-Pierre |
| Château | Saint-Pierre-de-Semilly  |         | 49° 07′ 18″ nord, 1° 00′ 14″ ouest | « PA00110596 »                | Inscrit    | 19 décembre 1944  | Château |
| Église Sainte-Suzanne | Sainte-Suzanne-sur-Vire  |         | 49° 03′ 41″ nord, 1° 03′ 39″ ouest | « PA00110605 »                | Classé     | 3 mars 1931       | Église Sainte-Suzanne |
| Château des Matignon | Torigni-sur-Vire         |         | 49° 02′ 03″ nord, 0° 58′ 44″ ouest | « PA00110620 »                | Classé     | 1840              | Château des Matignon |
| Manoir de Cantepie | Les Veys                 |         | 49° 18′ 25″ nord, 1° 09′ 44″ ouest | « PA00110640 »                | Inscrit    | 26 août 1988      | Manoir de Cantepie |
| Ancien corps de garde de Beuzeville                                                                                                   | Les Veys                 |         | 49° 19′ 46″ nord, 1° 08′ 05″ ouest | « PA00110676 »                | Inscrit    | 14 septembre 1992 | Ancien corps de garde de Beuzeville                                                                                                   |
| Église Notre-Dame | Villedieu-les-Poêles     |         | 48° 50′ 17″ nord, 1° 13′ 22″ ouest | « PA00110642 »                | Classé     | 27 décembre 1979  | Église Notre-Dame |
| Cour du Foyer | Villedieu-les-Poêles     |         | 48° 50′ 26″ nord, 1° 13′ 18″ ouest | « PA00110643 »                | Inscrit    | 1er août 1975     | Cour du Foyer |
| Ancienne commanderie d'Hospitaliers de Saint-Jean-de-Jérusalem                                                                        | Villedieu-les-Poêles     |         | 48° 50′ 17″ nord, 1° 13′ 28″ ouest | « PA50000093 »                | Inscrit    | 11 mars 2021      | Image manquante Téléverser |